# Estate (programma televisivo)
Estate è stato un programma televisivo italiano in onda su Canale 5 nell’estate 2017, condotto da Alfonso Signorini.

## Programma
Il programma ha fatto tappa nelle varie location frequentate dai VIP. Esso si articolava inoltre in interviste agli ospiti e sfide culinarie.
I luoghi da cui è stato trasmesso sono: Milano Marittima, Poltu Quatu, Forte dei Marmi e Santa Margherita Ligure. Le interviste invece hanno riguardato tra gli altri Mara Venier, Gemma Galgani, Valeria Marini e Cristiano Malgioglio.